# سلمان نزار
سلمان نزار (30 يونيو 1997 - ) هو لاعب كريكت هندي.

## وصلات خارجية
- سلمان نزار على موقع إي آس بي آن كريك إنفو (الإنجليزية)